# لارنتة متوهجة
لارنتة متوهجة (الاسم العلمي:Larentia incandescens) هي نوع من الحشرات تتبع جنس اللارنتة من الفصيلة الأرفية.